# Nteboheleng Koaeana
Nteboheleng Koaeana (* 17. April 1979) ist eine ehemalige lesothische Sprinterin.
Sie trat bei den Olympischen Sommerspielen 1996 in Atlanta an. Mit Sebongile Sello, M’apotlaki Ts’elho und Lineo Shoai nahm sie an der 4 × 100-m-Staffel teil, das Team wurde jedoch disqualifiziert.